# Tortella cirrifolia
Tortella cirrifolia är en bladmossart som beskrevs av Brotherus 1902. Tortella cirrifolia ingår i släktet kalkmossor, och familjen Pottiaceae. Inga underarter finns listade i Catalogue of Life.